# Casa Rof
La Casa Rof és una obra de Sabadell (Vallès Occidental) inclosa a l'Inventari del Patrimoni Arquitectònic de Catalunya.

## Descripció
Edifici cantoner, format per planta baixa i pis, ocupat per dos habitatges d'accés independent. La façana combina elements propis del funcionalisme tals com la finestra i el balcó de l'angle, i les baranes de tub (canviades al projecte realitzat), amb una voluntat més decorativista que s'expressa combinant l'estuc, el maó vist i la pedra. L'edifici està coronat per un terrat.